# INTERCAL
INTERCAL va ser creat l'any 1972, i probablement fou el primer llenguatge de programació esotèric (almenys conegut). Va ser dissenyat per Donald R. Woods i James M. Lyon amb la finalitat de crear un llenguatge sense semblança amb cap dels llenguatges de programació ja existents, i ho varen aconseguir. La seva sintaxi consisteix en llistes d'instruccions peculiarment formulades, les quals sempre començaran per fórmules d'educació com per exemple PLEASE, PLEASE DO, DO, DO NOT, o PLEASE DO NOT.